# Townsend (Tennessee)
Townsend és una població dels Estats Units a l'estat de Tennessee. Segons el cens del 2000 tenia 244 habitants.

## Demografia
Segons el cens del 2000, Townsend tenia 244 habitants, 124 habitatges, i 80 famílies. La densitat de població era de 102,4 habitants/km².
Dels 124 habitatges en un 15,3% hi vivien nens de menys de 18 anys, en un 58,9% hi vivien parelles casades, en un 3,2% dones solteres, i en un 34,7% no eren unitats familiars. En el 33,1% dels habitatges hi vivien persones soles el 23,4% de les quals corresponia a persones de 65 anys o més que vivien soles. El nombre mitjà de persones vivint en cada habitatge era d'1,97 i el nombre mitjà de persones que vivien en cada família era de 2,44.
Per edats la població es repartia de la següent manera: un 12,3% tenia menys de 18 anys, un 2,5% entre 18 i 24, un 19,3% entre 25 i 44, un 36,5% de 45 a 60 i un 29,5% 65 anys o més.
L'edat mediana era de 56 anys. Per cada 100 dones de 18 o més anys hi havia 86,1 homes.
La renda mediana per habitatge era de 36.250 $ i la renda mediana per família de 50.000 $. Els homes tenien una renda mediana de 41.071 $ mentre que les dones 29.375 $. La renda per capita de la població era de 21.647 $. Entorn del 5,9% de les famílies i el 12,1% de la població estaven per davall del llindar de pobresa.

## Poblacions més properes
El següent diagrama mostra les poblacions més properes.